# لكمة المعقاب (مناخة)

تعديل مصدري - تعديل

لكمة المعقاب هي إحدى قرى عزلة اليعابر بمديرية مناخة التابعة لمحافظة صنعاء، بلغ تعداد سكانها 149 نسمة حسب تعداد اليمن لعام 2004.